# Wang Zhaojun

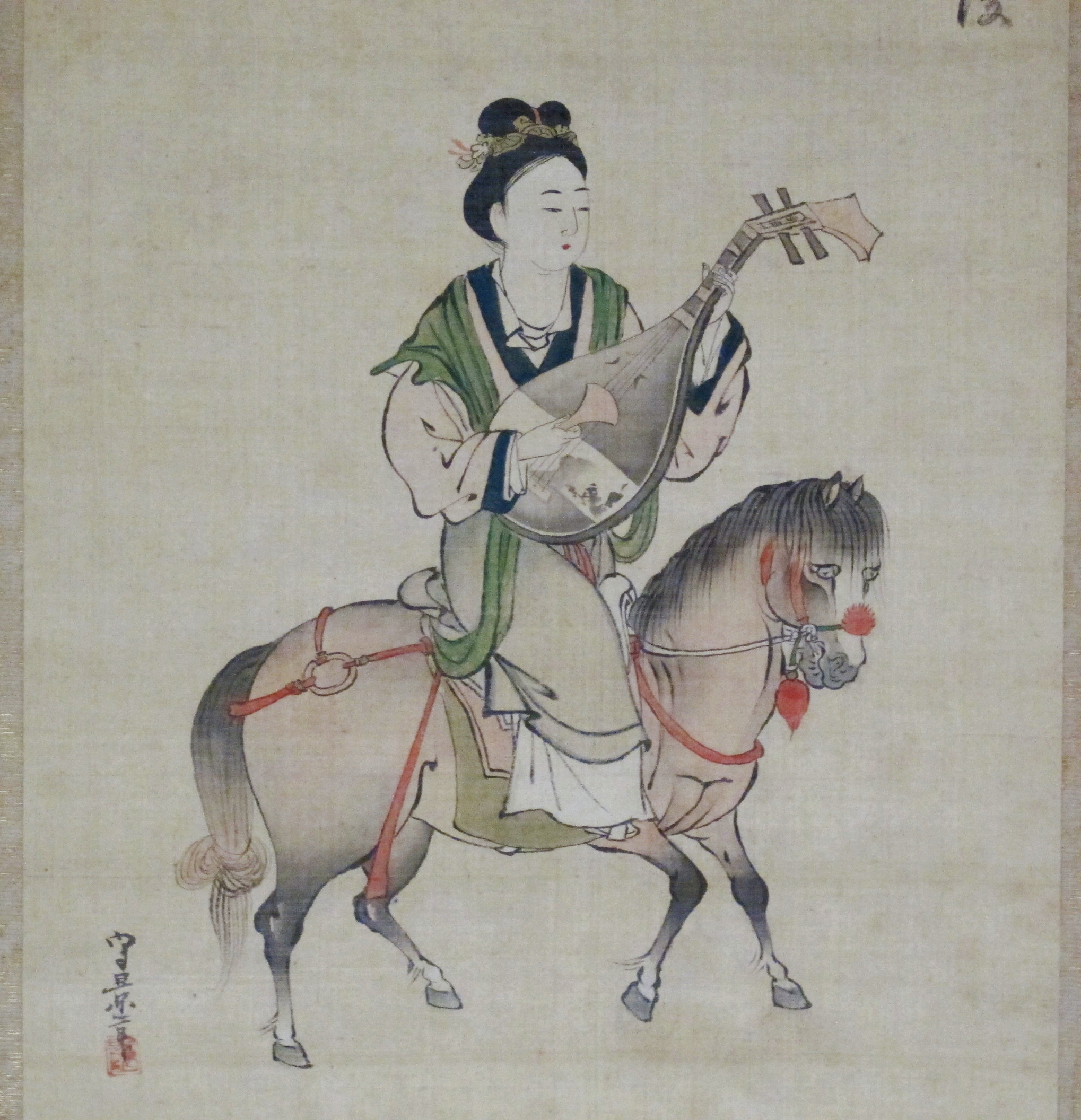
Japanische Darstellung der Wang Zhaojun im Nationalmuseum Tokyo

Wang Qiang (chin.: 王牆 oder 王檣 oder 王嬙) war die historische Gestalt zu der Legendenfigur Wang Zhaojun (王昭君) bzw. Wang Chao Chün, die sich nicht einwandfrei voneinander trennen lassen. Die kaiserliche Gemahlin war eine der Vier Schönheiten des alten China, die im 1. Jahrhundert v. Chr. während der Westlichen Han-Dynastie lebte.
Kaiser Han Yuandi sandte diese Angehörige seines Harems – die er nicht persönlich kannte – als Braut an den Chanyu der Xiongnu, um den Frieden an der nordwestlichen Grenze des Reichs zu wahren.

## Leben
Wang Qiang soll im Dorf Baopin in der Provinz Zigui geboren worden sein, im heutigen Hubei. Sie war hübsch, intelligent und in allen Vier Künsten sehr begabt. Als der Kaiser Yuan im Jahr 36 v. Chr. den Thron bestieg, ließ er aus jeder Provinz des Reichs die schönste Frau aussuchen und in die Hauptstadt bringen. Wang Qiang wurde, obwohl noch minderjährig, als Schönste ihrer Provinz an den Kaiserhof in Chang’an entsandt. Anders als die anderen Hofdamen weigerte sie sich, den korrupten Hofmaler Mao Yanshou zu bestechen. Mao fertigte die Porträts der kaiserlichen Konkubinen an, nach denen der Kaiser seine Besuche auswählte. Aufgrund des unvorteilhaften Porträts durch Mao besuchte Yuan Wang niemals.
Im Jahr 33 v. Chr. besuchte Chanyu Huhanye von den Xiongnu den Kaiserhof, um nach einer militärischen Niederlage Tribut an den Kaiser zu leisten. Um den Frieden mit dem Barbarenfürsten nachhaltig zu wahren, stimmte Yuan dem Ersuchen von Huhanye zu, ihm eine kaiserliche Tochter zur Frau zu geben. Als solche „Tochter“ kam eine tatsächliche Verwandte des Kaisers nicht in Frage, weshalb eine Freiwillige unter den Konkubinen gesucht wurde, die dem Chanyu als Kaisertochter präsentiert werden sollte. Wang Zhaojun erklärte sich dazu bereit, ihr Luxusleben im Harem gegen das Zelt eines barbarischen Fürsten zu tauschen.
Kaiser Yuan wurde erneut das offizielle, nicht ansprechende Bildnis Wangs vorgelegt, woraufhin er seine Zustimmung gab. Bei der offiziellen Präsentation der Braut an ihren künftigen Gemahl bekam Yuan Wang erstmals selbst zu Gesicht, doch nun war es zu spät, seine Entscheidung rückgängig zu machen. Der Hofmaler Mao wurde aufgrund seiner Täuschung des Kaisers enthauptet. Der Kaiser korrespondierte noch mehrmals mit der für ihn verlorenen Schönheit, bevor er im selben Jahr starb.
Am Hof der Xiongnu wurde Wang die Lieblingsgefährtin des Chanyu und gebar ihm mindestens zwei Söhne und eine Tochter, von denen der Sohn Yituzhiyashi (伊屠智牙師) und die Tochter Yun (雲) überlebten; Yun wurde als Yimuo später eine wichtige Figur in den Xiongnu-Xin-Beziehungen. Nach dem Tod von Huhanye im Jahr 31 v. Chr. bat Wang Zhaojun um die Rückkehr in die Heimat, Kaiser Han Chengdi verweigerte die Bitte. Somit wurde Wang nach Xiongnu-Brauch die Frau des folgenden Chanyu der Xiongnu (entweder der Bruder oder ein älterer Sohn ihres ersten Gemahls). In dieser Ehe gebar sie zwei Töchter. In den Jahren, in denen Wang bei den Xiongnu weilte, gab es keine Auseinandersetzungen mit dem Han-Reich, weshalb sie als Ninghu Yanzhi (etwa: friedenssichernde/gute Hu-Gemahlin) verehrt wurde.

## Legenden
Zu der legendenhaften Wang Zhaojun existieren über 700 Gedichte sowie 40 Volksmärchen. Zu den über 500 Autoren, die sie besangen, zählen die antiken Dichter Shi Chong, Li Bai, Du Fu, Bai Juyi, Li Shangyin, Zhang Zhongsu, Cai Yong, Wang Anshi, Yelü Chucai und die modernen Guo Moruo, Cao Yu, Tian Han, Jian Bozan, Fei Xiaotong, Lao She, Chen Zhisui.
Die bekannteste Erzählung, nach der Wang Zhaojun auch ihren Beinamen erhielt, ist die, dass das traurige Klagelied der Exilierten auf ihrer Reise ins Lager der Xiongnu einen Schwarm Gänse anzog, die dann beim Anblick ihrer Schönheit vergaßen, mit ihren Flügeln zu schlagen und zu Boden stürzten.
In der inneren Mongolei existiert ein Grabhügel mit Pagoden und Statuen, der an Wang Zhaojun erinnert. Er entstand lange nach ihrem Tod; der tatsächliche Ruheort der Frau ist unbekannt.